# Фэн Дин
Фэн Дин (кит. упр. 冯定, пиньинь Féng Dìng, 1902 — 1983) — китайский философ, политический деятель и работник образования.

## Биография
В 1927—1930 годах окончил Университет им. Сунь Ят-сена в Москве. С 1952 года — заместитель директора НИИ марксизма-ленинизма при ЦК КПК, с 1957 года — профессор Пекинского университета. В годы «культурной революции» подвергся репрессиям, но остался жив. Впоследствии занимал посты декана философского факультета и проректора Пекинского университета.